# Гурова, Мария Александровна
Мария Александровна Гурова (род. 16 апреля 1989) — российская спортсменка, борец вольного стиля. Заслуженный мастер спорта России (вольная борьба), чемпионка и призёр чемпионатов России, призёр Кубка России, чемпионка и бронзовый призёр чемпионатов Европы.

## Биография
Живёт в Егорьевске. Начала заниматься борьбой с 2000 года. В 2006 году выиграла первенство Европы среди юниоров и среди кадетов. В 2009 году снова стала чемпионкой Европы среди юниоров.
Выступала за Московскую область. На чемпионатах мира 2010 и 2011 года оказывалась на 5-м месте. На чемпионатах Европы 2011 и 2012 годов завоёвывала бронзу. В 2014 году стала чемпионкой Европы. На чемпионатах России становилась первой (2010, 2014, 2017), второй (2012, 2018) и третьей (2013).

## Спортивные результаты
- Чемпионат России по женской борьбе 2010 года — ;
- Гран-при Иван Ярыгин 2012 года — ;
- Чемпионат России по женской борьбе 2012 года — ;
- Чемпионат России по женской борьбе 2013 года — ;
- Гран-при Иван Ярыгин 2014 — ;
- Чемпионат России по женской борьбе 2014 года — ;
- Кубок России — бронза 2015 года — ;
- Гран-при Иван Ярыгин 2016 года — ;
- Чемпионат России по женской борьбе 2017 года — ;
- Чемпионат России по женской борьбе 2018 года — ;
- Чемпионат России по женской борьбе 2019 года — ;
- Чемпионат России по женской борьбе 2020 года — ;

## Образование
Студентка Егорьевского филиала МГГУ им. М. А. Шолохова.